# Camañas
Camañas ist ein Ort und eine Gemeinde (municipio) mit 127 Einwohnern (Stand: 2024) im Zentrum der Provinz Teruel in der Autonomen Region Aragonien im östlichen Zentralspanien.

## Lage und Klima
Der Ort Camañas liegt im Süden des Iberischen Gebirges etwa 33 km (Fahrtstrecke) nördlich der Stadt Teruel in einer Höhe von ca. 1240 m. Das Klima ist gemäßigt bis warm; Regen (ca. 504 mm/Jahr) fällt übers Jahr verteilt.

## Bevölkerungsentwicklung
| Jahr      | 1970 | 1981 | 1991 | 2001 | 2011 | 2021 |
| Einwohner | 281  | 208  | 170  | 140  | 130  | 139  |

Die Mechanisierung der Landwirtschaft sowie die Aufgabe bäuerlicher Kleinbetriebe und der daraus resultierende Verlust an Arbeitsplätzen haben in der zweiten Hälfte des 20. Jahrhunderts zu einem deutlichen Bevölkerungsrückgang (Landflucht) geführt.

## Sehenswürdigkeiten

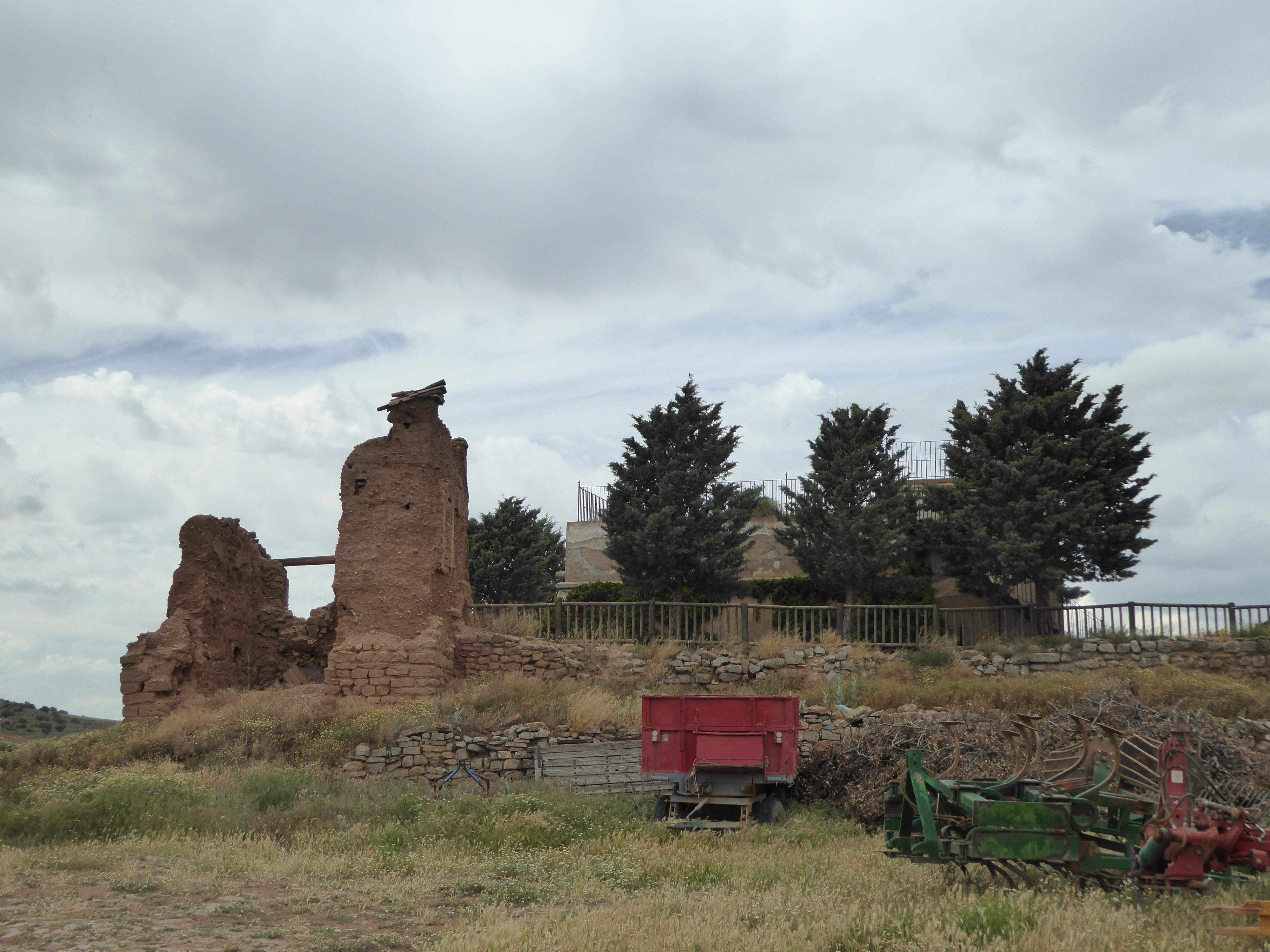
Burgruine
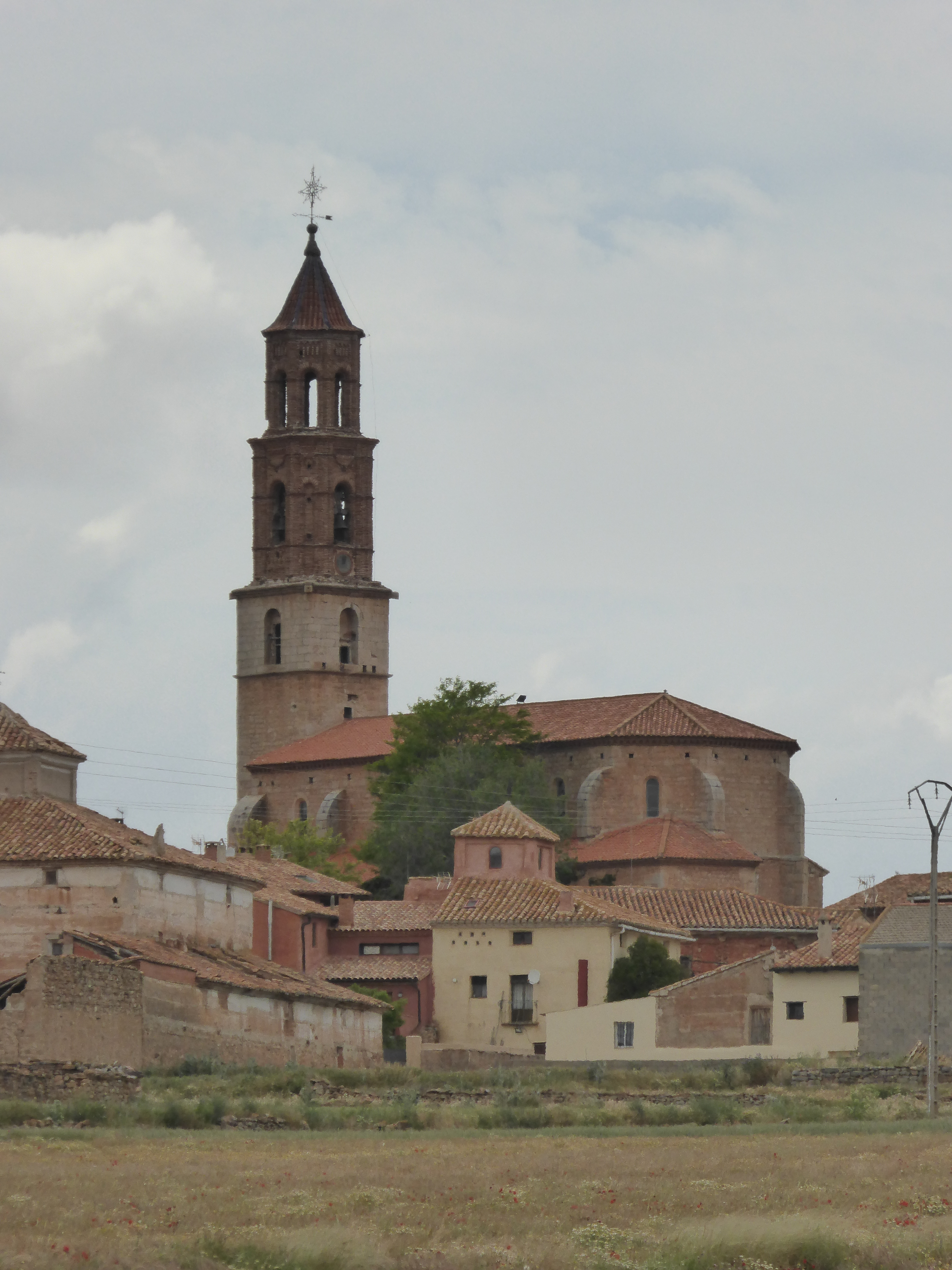
Kirche Mariä Himmelfahrt
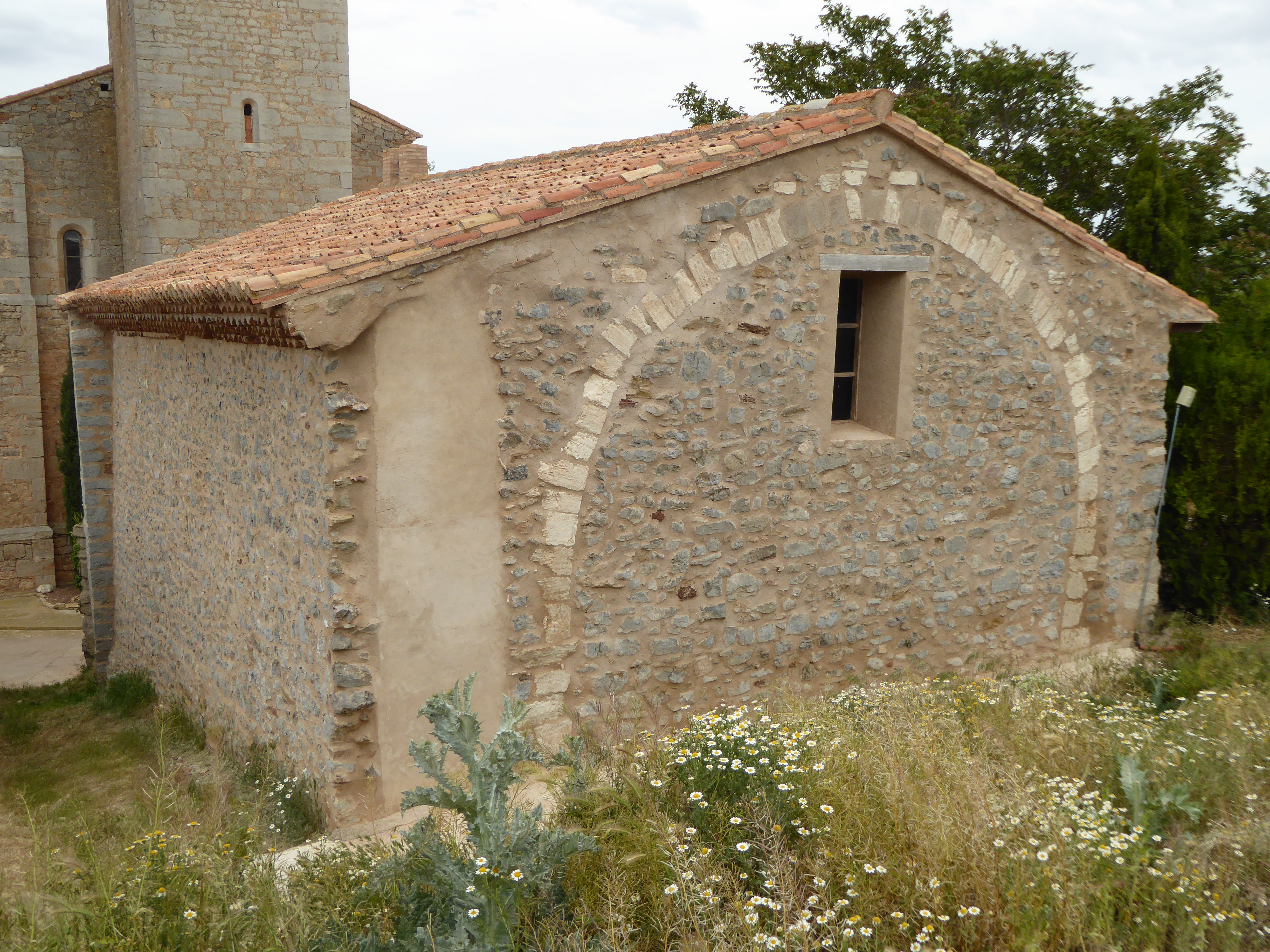
Marienkapelle
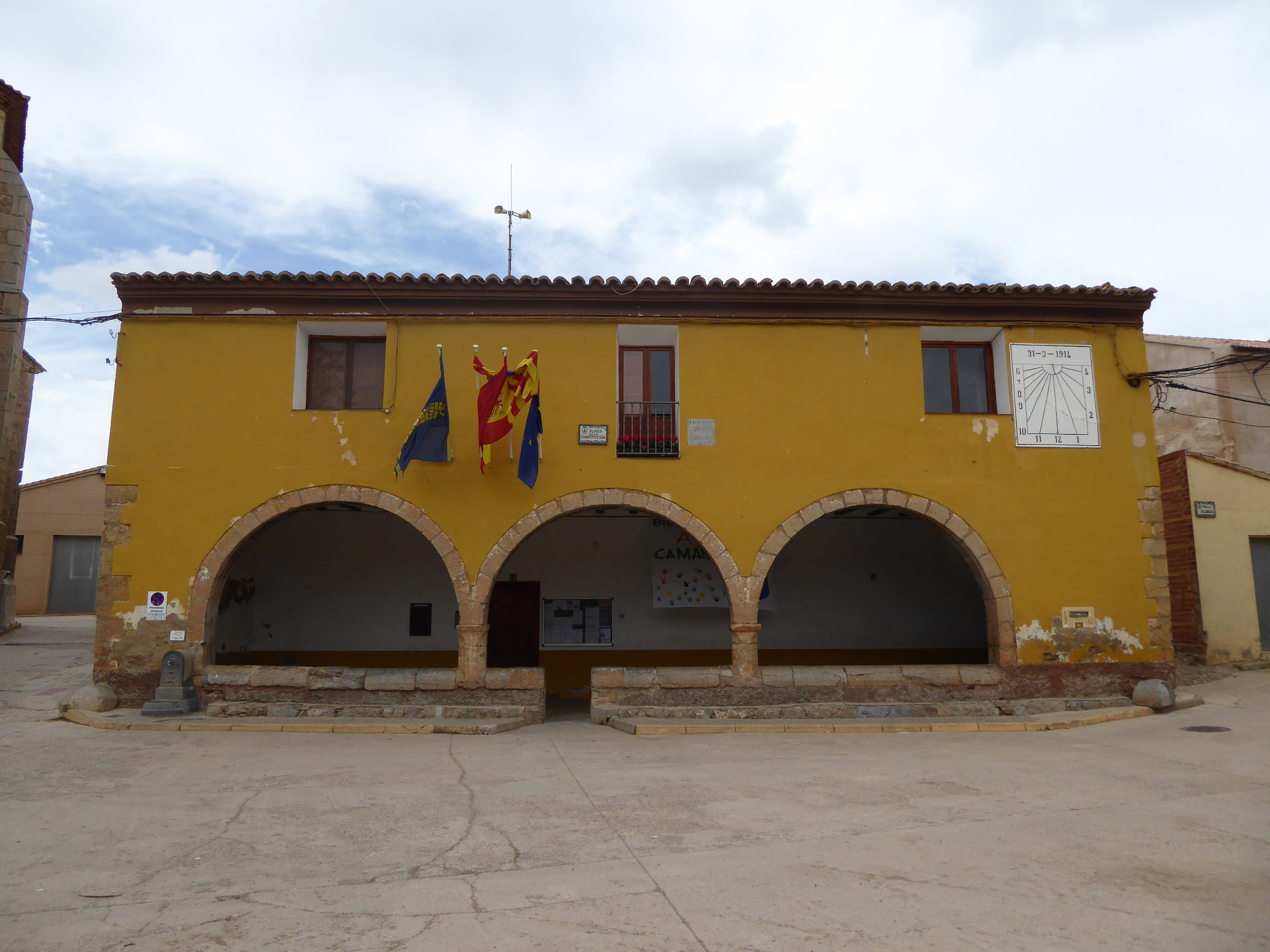
Rathaus

- Burgruine
- Kirche Mariä Himmelfahrt
- Marienkapelle
- Rathaus